# Airton Ravagniani
Airton Ravagniani (São Paulo, 19 de maio de 1959 — São Carlos, 23 de março de 2019) foi um futebolista e treinador de futebol brasileiro. Jogava como lateral-esquerdo.

## Biografia
Airton começou a carreira no dente-de-leite do São Paulo Futebol Clube. Foi promovido ao time profissional do Tricolor em 1979. No ano seguinte, ele fez parte do elenco vitorioso, chamado de "Máquina Tricolor" no Campeonato Paulista. O São Paulo venceu a Ponte Preta na final do estadual.
Com a camisa são-paulina, até o ano de 1981, Airton disputou 90 partidas (42 vitórias, 32 empates e 16 derrotas) e não marcou nenhum gol, números que estão no "Almanaque do São Paulo", de Alexandre da Costa. Depois do Tricolor, Airton passou por diversas equipes, entre elas America, Vasco da Gama, Flamengo, Paulista, Sport, Grêmio, São José-SP, Avaí e encerrou a carreira em 1992 no São Caetano.
Tinha uma escolinha de futebol em Rio Claro, Santa Gertrudes e Santa Isabel, ambas em São Paulo, além de exercer o cargo de treinador das categorias de base do America. Em 2010, foi coordenador técnico do Villa Rio.

## Morte
Airton Ravagniani morreu em Santa Isabel/SP em 23 de março de 2019 em decorrência de um câncer de fígado e intestino.

## Títulos
São Paulo
- Campeonato Paulista: 1980[5], 1981;

América
- Campeão dos Campeões - 1983

Sport
- Campeonato Brasileiro - Série B - 1990